# Elateriform

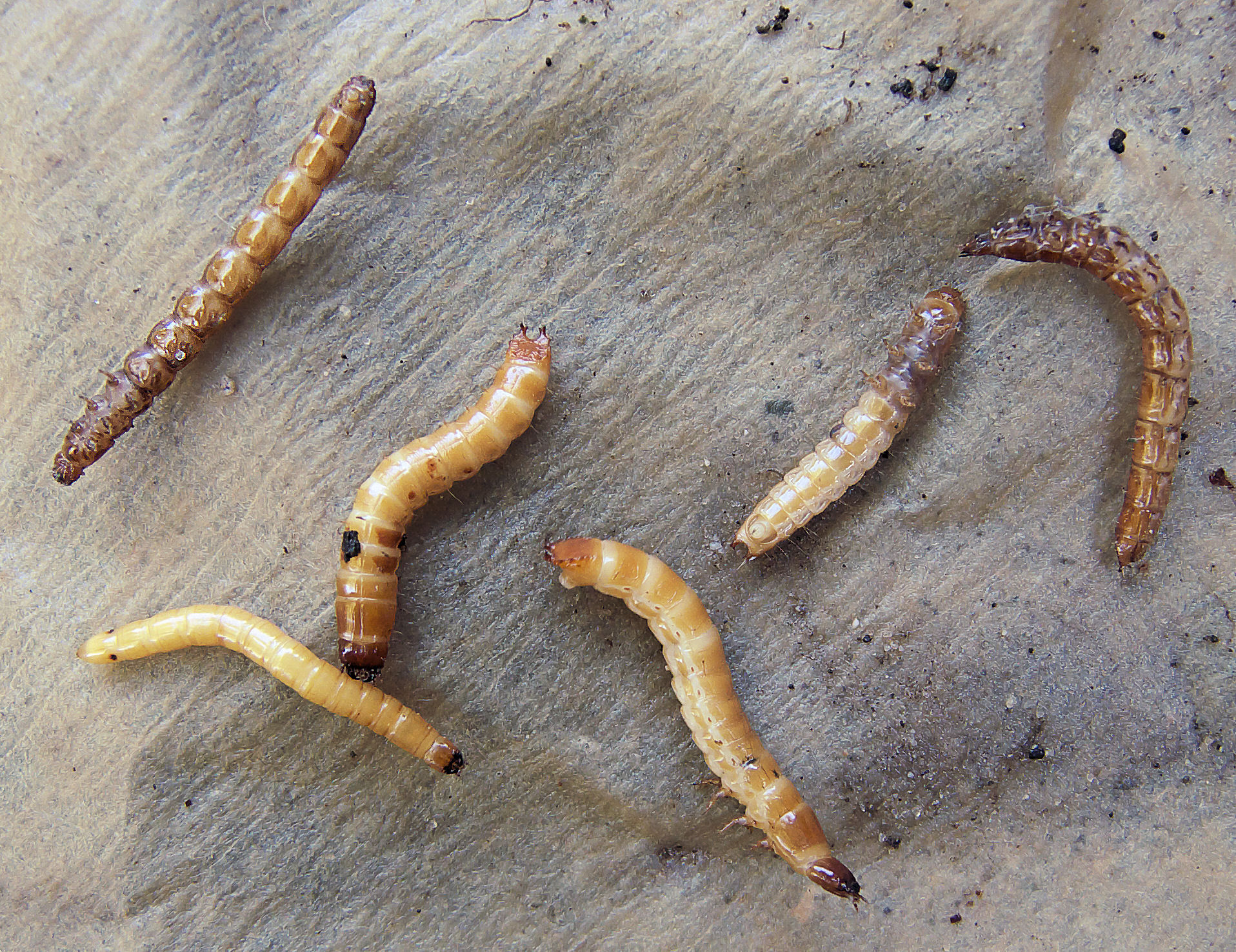
Ấu trùng Elateriform

Elateriform, hay wireworm, là dạng ấu trùng của bọ cánh cứng trong họ Elateridae. Loại ấu trùng này có cơ thể thon dài hơn dạng ấu trùng Scarabaeiform và có hình trụ. Chân của loại ấu trùng này cực ngắn, phải nhìn kỹ mới thấy. Cơ thể hầu như không có lông và khá trơn bóng.
Các loài ấu trùng Elateriform gây hại là Agriotes lineatus và Agriotes obscurus. Nhiều loại ấu trùng Elateriform được nuôi để làm thức ăn cho chim, cá cảnh.